# Alexandra Daddario
Alexandra Anna Daddario (New York, 16 maart 1986) is een Amerikaans actrice. Ze is van Italiaanse en Hongaarse afkomst. Ze werd vooral bekend dankzij haar hoofdrol in de film Percy Jackson & the Olympians: The Lightning Thief in 2010.
Op zestienjarige leeftijd speelde ze haar eerste rol: die van tiener Laurie Lewis in de ABC-soapserie All My Children. Van 2002 tot 2003 verscheen ze in 50 afleveringen van deze serie.
Later speelde ze enkele gastrollen in televisieseries als Law & Order, Law & Order: Criminal Intent, Life on Mars en The Sopranos. Van 2009 tot 2011 vertolkte ze de rol van Kate Moreau in de serie White Collar.